# Otto Immanuel Colliander
Otto Immanuel Colliander, född 9 april 1848 i Valkeala, död 17 december 1924 i Nyslott, var biskop i Kuopio stift inom Evangelisk-lutherska kyrkan i Finland åren 1897-1899 och i Nyslotts stift åren 1899-1924.

## Biografi
Colliander blev filosofie kandidat år 1871och teologie kandidat 1877. Teologie licentiat blev han 1881, samma år som han också blev teologie doktor. 1883 blev Colliander professor i teologi vid Helsingfors universitet. Han blev biskop i Kuopio 1897. Efter att Colliander avslutat sin tid som biskop i Kuopio, flyttades biskopssätet till Uleåborg. 
Colliander ansåg att kyrkan måste böja sig för staten även då staten har fel. På så sätt var han lojal mot Kejsardömet Ryssland och dess representant i Storfurstendömet Finland, generalguvernör Nikolaj Bobrikov, vilket inte uppskattades av folket i stort. Bobrikov uppskattade dock detta och stödde Colliander till att bli vald till biskop i Nyslott. Efter att Colliander avslutat sin tid som biskop i Nyslott, flyttades biskopssätet till Viborg.
Till Collianders intressen hörde bland annat hymnologi och homiletik, och utgav flera arbeten inom ämnet., däribland Om den kyrkliga psalmen (1880). Colliander var ordförande i 1886 års koralkommitté. Dessutom verkade han som översätterare från arabiska till finska. Colliander var även intresserad av släktforskning, ett påbörjat herdaminne över den finländska kyrkans präster blev ofullbordat.

## Utmärkelser
- Sankt Stanislausorden, tredje klass,  14 april 1895[2]
- Sankt Vladimirs orden, tredje klass,  17 april 1898[2]
- Sankt Stanislausorden, första klassen,  14 april 1901[2]
- Sankt Annas orden, första klass,  15 april 1906[2]
- Sankt Vladimirs orden, andra klassen,  27 april 1913[2]
- Kommendörstecknet av I klass av Finlands Vita Ros’ orden,  16 maj 1919[3]

[Redigera Wikidata]

## Verk
- Något om liturgi och kyrkomusik (1877)[4]
- Skolans skiljande från kyrkan beltraktadt från kyrklig synpunkt (1877)
- Utkast till liturgiska andaktsstunder (1877)
- Uttalanden i psalmboksfrågan (1877)
- Evangelisk-luthersk hymnologi: Ett försök i praktisk teologi (1880)
- Om den kyrkliga psalmen jämte inledning till evangelisk-luthersk hymnologi (1880)
- Grunddragen af det bibliska kyrkobegreppet (1882)
- Eksegeetillis-homileetillinen käsikirja (1891–1894)
- Ehtoollispakko ja siviiliavioliitto (1893)
- Mietteitä raamatullisesta ja kirkollisesta suunnasta (1893)
- Kysymys uudesta koraalikirjasta Suomen kirkolle (1898)
- Tervehdys Kuopion hiippakunnan papistolle (1898)
- Hljelt-sukuun kuuluneet Suomen papit jälkeläisineen. (1913)
- Saarna — Kymin kirkossa lokakuun 19 p. 1912. (1913)
- Yleiskatsaus nykyajan johtaviin aatteihin kristikunnan, teologisen tieteen ja kristillisen elämän alalta sekä kertomus Savonlinnan hiippakunnan vaiheista ja tilasta 1907-1912. (1913)
- Nykyinen murrosaika (1922)